# 三浦清弘
三浦 清弘（みうら きよひろ、1938年9月2日 - 2016年3月27日）は、大分県別府市出身のプロ野球選手（投手）・コーチ。

## 経歴
別府鶴見丘高では1年先輩の稲尾和久と投げ合ったこともあり、3年次の1956年、エースとして夏の甲子園に出場。1回戦で足利工を降すが、2回戦では米子東高に0-1で惜敗。
卒業後の1957年、同期の右翼手の山本征良と共に南海ホークスへ入団。1年目から一軍で登板機会こそ得たものの、1961年までは目立った活躍はできなかった。
1962年には開幕から先発陣の一角に組み込まれ、生涯最高の成績となる17勝、初めて規定投球回にも達してリーグ8位の防御率2.62を記録。本人はこのシーズン、それまでのシーズンと異なり監督の鶴岡一人に安定して一軍で重用されたことが大きいと後に振り返っている。その後は杉浦忠・皆川睦雄らと共に南海最盛期の投手陣を担う。
1963年もチーム最多の57試合に登板して13勝を挙げ、久保征弘に次ぐリーグ2位の防御率2.54と活躍。
1964年は開幕投手に起用されるが、シーズン中盤には故障もあって先発を外れ、同年の阪神との日本シリーズでは中継ぎとして2試合に登板。
1965年は好調でチーム最多登板、防御率1.57で最優秀防御率のタイトルを獲得。同年の巨人との日本シリーズでは、第2戦で7回からジョー・スタンカをリリーフするが、延長10回、長嶋茂雄に2点本塁打を喫し敗戦投手となる。第3戦では先発として起用されるが、1回にまたもや長嶋に2点本塁打を浴び3回途中で降板した。
1966年にも15勝を記録、同年の巨人との日本シリーズでも3試合に登板した。
1972年も9勝を挙げた。
1973年に金銭トレードで太平洋クラブライオンズに移籍。
1975年には勝星がなく、同年限りで現役を引退。
引退後はクラウンの二軍投手コーチ（1977年）→スカウト（1978年）を経て、退団後は大阪市北区曾根崎新地でふぐ料理店『三浦屋』を経営していた。
2016年3月27日、肺炎のため大阪市内の病院で死去。77歳没。

## エピソード
- 入団時に浅黒い肌で痩せていたために"ガンジー"とあだ名されていた[8]。
- 柔軟で強靭なヒジがスポーツ医学の研究対象になったことがある[8]。
- パリオリンピックセーリング女子49erFX級代表の永松瀬羅は親戚。
- 引退後に経営していた『三浦屋』に飾られた写真には実際の通算勝利数とは異なる「150勝」の文字が、後援会会長の「見ても誰もわからんから」との意図によって書かれていた。それでも三浦本人は「しかし、今思うとね、ナックルをもうちょっとほうっとったら、200勝しとる」と語っていた[9]。

## 選手としての特徴
スリークォーターからの速球に威力があり、カーブ、スライダー、シュート、ナックルを多彩に操った。
- 特にナックルは村上雅則が「私が見たなかで、日本人で本当にナックルを使っていたのはあの人ぐらいですよ」と語るほどであり、指の関節で掴まず、アメリカの投手と同じように、ボールに爪を立てた[1]。掌が大きく、指も長かったため、変化する球で捕手が捕れなかった。高校時代も同級生の捕手には投げられず、南海でも同僚とキャッチボールする時に、『三浦さん、そんなすごいんやったらほってみい』と言われて放ると、皆が顔に当てて眉間切ったり、額に当てたりした[1]。柴田猛も額に当て、野村克也は自分で捕れないため嫌っており、ブルペンでの投球練習でストレート、シュート、スライダーと投げて、 最後に『ナックル行くぞー』と言ったところ、野村は『おっ、交代』と若い捕手に捕らせた[1]。
- 試合では張本勲が「ナックルを投げてこい」と打席で要求したほど、他球団にも知れ渡っていた[1]。
- エースであった頃の杉浦は『これをぜひ教えてくれ』とナックルを習得しようとしたが、三浦は 『スギさん、覚えんほうがいいよ。爪剥ぐよ』と返した。それでも杉浦は『絶対、そんなことないから』と言って試合で投げたが、一発で爪を剥いでしまったため、それでしばらく休んでしまった[1]。
- エースが投げたがったほど三浦のナックルには魅力があったが、三浦がナックルを覚えたのは、小学5～6年生の時であった。軟式野球で「ちょっと爪立てたらだいぶ違うんやろうな」と思い投げたが、その時はナックルの名前も知らなかった。正式に覚えたのは高校生の時であり、誰に教わったのでもなかった[1]。
- 腰の少し上辺りの投球で詰まったフライに打ち取る制球力もあった。これは野村から教わったもので自身が教わったそれまでの常識から外れていたが、張本もこれには手を焼いた[9]。
- プロ入り当初は速球派で鳴らしていたが、ナックルを多投するにつれて軟投派に変貌した[10]

## 詳細情報

### 年度別投手成績
| 年 度      | 球 団      | 登 板 | 先 発 | 完 投 | 完 封 | 無 四 球 | 勝 利 | 敗 戦 | セ 丨 ブ | ホ 丨 ル ド | 勝 率 | 打 者 | 投 球 回 | 被 安 打 | 被 本 塁 打 | 与 四 球 | 敬 遠 | 与 死 球 | 奪 三 振 | 暴 投 | ボ 丨 ク | 失 点 | 自 責 点 | 防 御 率 | W H I P |
| ---------- | ---------- | ----- | ----- | ----- | ----- | -------- | ----- | ----- | -------- | ----------- | ----- | ----- | -------- | -------- | ----------- | -------- | ----- | -------- | -------- | ----- | -------- | ----- | -------- | -------- | ------- |
| 1957       | 南海       | 5     | 0     | 0     | 0     | 0        | 0     | 0     | --       | --          | ----  | 34    | 8.0      | 8        | 1           | 3        | 0     | 1        | 5        | 0     | 0        | 3     | 3        | 3.38     | 1.38    |
| 1958       | 南海       | 18    | 3     | 0     | 0     | 0        | 0     | 1     | --       | --          | .000  | 216   | 51.0     | 53       | 2           | 12       | 0     | 3        | 32       | 2     | 0        | 25    | 20       | 3.53     | 1.27    |
| 1959       | 南海       | 16    | 1     | 0     | 0     | 0        | 2     | 3     | --       | --          | .400  | 164   | 40.2     | 36       | 1           | 7        | 1     | 2        | 17       | 0     | 0        | 15    | 12       | 2.66     | 1.06    |
| 1960       | 南海       | 17    | 1     | 0     | 0     | 0        | 0     | 1     | --       | --          | .000  | 131   | 30.0     | 28       | 1           | 13       | 1     | 2        | 22       | 0     | 0        | 14    | 11       | 3.30     | 1.37    |
| 1961       | 南海       | 24    | 1     | 0     | 0     | 0        | 0     | 1     | --       | --          | .000  | 174   | 39.0     | 42       | 5           | 13       | 0     | 3        | 27       | 1     | 0        | 24    | 20       | 4.62     | 1.41    |
| 1962       | 南海       | 58    | 25    | 7     | 0     | 0        | 17    | 8     | --       | --          | .680  | 901   | 222.1    | 196      | 10          | 55       | 4     | 9        | 143      | 5     | 0        | 76    | 65       | 2.63     | 1.13    |
| 1963       | 南海       | 57    | 24    | 7     | 3     | 1        | 13    | 12    | --       | --          | .520  | 886   | 219.2    | 182      | 17          | 64       | 5     | 14       | 96       | 1     | 0        | 77    | 62       | 2.54     | 1.12    |
| 1964       | 南海       | 45    | 15    | 1     | 1     | 0        | 6     | 6     | --       | --          | .500  | 612   | 140.1    | 145      | 14          | 52       | 0     | 4        | 87       | 0     | 0        | 79    | 66       | 4.23     | 1.40    |
| 1965       | 南海       | 41    | 14    | 3     | 0     | 1        | 11    | 3     | --       | --          | .786  | 702   | 178.1    | 128      | 13          | 44       | 2     | 3        | 84       | 2     | 0        | 34    | 31       | 1.57     | 0.96    |
| 1966       | 南海       | 45    | 29    | 6     | 0     | 2        | 15    | 8     | --       | --          | .652  | 848   | 203.1    | 188      | 10          | 65       | 1     | 7        | 85       | 1     | 0        | 71    | 61       | 2.70     | 1.24    |
| 1967       | 南海       | 16    | 12    | 4     | 1     | 1        | 6     | 6     | --       | --          | .500  | 328   | 82.1     | 70       | 8           | 20       | 0     | 1        | 49       | 2     | 0        | 28    | 26       | 2.84     | 1.09    |
| 1968       | 南海       | 37    | 16    | 3     | 2     | 1        | 7     | 5     | --       | --          | .583  | 504   | 126.1    | 105      | 11          | 39       | 4     | 6        | 58       | 2     | 0        | 42    | 39       | 2.78     | 1.14    |
| 1969       | 南海       | 33    | 29    | 10    | 1     | 1        | 12    | 14    | --       | --          | .462  | 882   | 215.0    | 196      | 29          | 62       | 3     | 6        | 79       | 3     | 0        | 93    | 78       | 3.27     | 1.20    |
| 1970       | 南海       | 23    | 22    | 5     | 2     | 0        | 8     | 7     | --       | --          | .533  | 586   | 140.0    | 135      | 13          | 51       | 3     | 4        | 67       | 1     | 0        | 59    | 50       | 3.21     | 1.33    |
| 1971       | 南海       | 29    | 29    | 10    | 2     | 1        | 13    | 10    | --       | --          | .565  | 799   | 184.1    | 185      | 29          | 70       | 2     | 6        | 71       | 4     | 0        | 94    | 86       | 4.20     | 1.38    |
| 1972       | 南海       | 25    | 23    | 6     | 1     | 2        | 9     | 7     | --       | --          | .563  | 568   | 136.2    | 130      | 13          | 44       | 1     | 4        | 41       | 1     | 0        | 54    | 48       | 3.16     | 1.27    |
| 1973       | 太平洋     | 27    | 15    | 4     | 1     | 0        | 8     | 5     | --       | --          | .615  | 496   | 115.0    | 123      | 16          | 36       | 1     | 4        | 38       | 0     | 0        | 53    | 44       | 3.44     | 1.38    |
| 1974       | 太平洋     | 21    | 17    | 4     | 1     | 0        | 5     | 6     | 0        | --          | .455  | 426   | 103.1    | 103      | 8           | 31       | 0     | 4        | 37       | 0     | 1        | 42    | 36       | 3.14     | 1.30    |
| 1975       | 太平洋     | 16    | 5     | 0     | 0     | 0        | 0     | 1     | 0        | --          | .000  | 196   | 44.1     | 53       | 4           | 16       | 0     | 5        | 14       | 0     | 0        | 29    | 25       | 5.08     | 1.56    |
| 通算：19年 | 通算：19年 | 553   | 281   | 70    | 15    | 10       | 132   | 104   | 0        | --          | .559  | 9453  | 2280.0   | 2106     | 205         | 697      | 28    | 88       | 1052     | 25    | 1        | 912   | 783      | 3.09     | 1.23    |

- 各年度の太字はリーグ最高

### タイトル
- 最優秀防御率：1回 （1965年）

### 記録
初記録
- 初登板：1957年7月29日、対西鉄ライオンズ14回戦（大阪スタヂアム）、8回表に4番手で救援登板・完了、2回1失点
- 初奪三振：同上、8回表に河村英文から
- 初先発：1958年4月6日、対東映フライヤーズ2回戦（駒澤野球場）、5回1/3を2失点
- 初勝利：1959年4月15日、対近鉄バファロー2回戦（大阪スタヂアム）、6回表に2番手で救援登板、2回無失点
- 初先発勝利：1962年6月15日、対近鉄バファローズ9回戦（日生球場）、6回1/3を2失点
- 初完投勝利：1962年7月1日、対阪急ブレーブス11回戦（阪急西宮球場）、9回1失点
- 初完封勝利：1963年4月11日、対東映フライヤーズ2回戦（明治神宮野球場）

節目の記録
- 1000投球回：1966年6月7日、対西鉄ライオンズ8回戦（大阪スタヂアム） ※史上121人目
- 1500投球回：1969年8月31日、対近鉄バファローズ21回戦（大阪スタヂアム） ※史上65人目
- 100勝：1971年4月29日、対ロッテオリオンズ4回戦（大阪スタヂアム）、先発登板で6回3失点 ※史上53人目
- 2000投球回：1972年8月13日、対近鉄バファローズ16回戦（大阪スタヂアム） ※史上39人目
- 500試合登板：1973年6月2日、対ロッテオリオンズ前期6回戦（平和台野球場）、5回0/3を3失点 ※史上29人目
- 1000奪三振：1973年10月7日、対近鉄バファローズ後期13回戦（平和台野球場）、8回表に岩木康郎から ※史上48人目

その他の記録
- オールスターゲーム出場：2回 （1965年、1966年）

### 背番号
- 34（1957年 - 1975年）
- 77（1977年）